# National Capital Territory of Delhi

De fem kommunala enheterna i NCT of Delhi.

National Capital Territory of Delhi är ett av Indiens unionsterritorier, och är belägen i den norra delen av landet, omgivet av delstaterna Haryana och Uttar Pradesh. Den administrativa huvudorten är New Delhi, medan den största staden är Delhi. Preliminära resultat från folkräkningen 2011 visade att folkmängden då uppgick till 16,8 miljoner invånare.

## Administrativ indelning
Unionsterritoriet är sedan 2012 indelat i elva distrikt, från att tidigare haft nio distrikt:
- Central
- East
- New Delhi
- North
- North East
- North West
- Shahdara
- South
- South East
- South West
- West

Dessa distrikt är vidare indelade i ett antal kommunliknande enheter, tehsils, som i sin tur är indelade i städer och byar. Den minsta administrativa enheten är ward.

## Städer
Unionsterritoriet är indelat i de fem kommunala enheterna East Municipal Corporation of Delhi, North Municipal Corporation of Delhi, South Municipal Corporation of Delhi, New Delhi Municipal Council och Delhi Cantonment Board. New Delhi Municipal Council omfattar områden i tre olika distrikt (New Delhi, Central och South), Delhi Cantonment Board (som står under militärt styre) är belägen i distriktet New Delhi, och Delhis tre kommuner administrerar övriga områden i unionsterritoriet. Fram till 2012 bestod Delhi Municipal Corporation av en kommun, som vid denna tidpunkt delades upp i tre (East, North och South).
Kommuner
- East Municipal Corporation of Delhi, North Municipal Corporation of Delhi, South Municipal Corporation of Delhi, Delhis garnisonsstad, New Delhi

Större orter (census towns) med över 100 000 invånare och som administreras av Delhis tre kommuner
- Bhalswa Jahangir Pur, Burari, Dallo Pura, Deoli, Gokal Pur, Hastsal, Karawal Nagar, Kirari Suleman Nagar, Mandoli, Mustafabad, Nangloi Jat, Sultan Pur Majra

## Demografi
- Andel av befolkningen i åldern 0-6 år: 11,76 % (2011)[1]
- Könsfördelning: 53,58 % män, 46,42 % kvinnor (2011)[1]
- Läskunnighet: 86,34 % (2011)[1]

### Befolkningsutveckling
| Befolkningsutvecklingen i National Capital Territory of Delhi 1901–2011 | Befolkningsutvecklingen i National Capital Territory of Delhi 1901–2011 | Befolkningsutvecklingen i National Capital Territory of Delhi 1901–2011 | Befolkningsutvecklingen i National Capital Territory of Delhi 1901–2011 | Befolkningsutvecklingen i National Capital Territory of Delhi 1901–2011 |
| ----------------------------------------------------------------------- | ----------------------------------------------------------------------- | ----------------------------------------------------------------------- | ----------------------------------------------------------------------- | ----------------------------------------------------------------------- |
|                                                                         |                                                                         |                                                                         |                                                                         |                                                                         |
| År                                                                      |                                                                         |                                                                         | Folkmängd                                                               |                                                                         |
| 1901                                                                    | 1901                                                                    |                                                                         | 405 819                                                                 |                                                                         |
| 1911                                                                    | 1911                                                                    |                                                                         | 413 851                                                                 |                                                                         |
| 1921                                                                    | 1921                                                                    |                                                                         | 488 452                                                                 |                                                                         |
| 1931                                                                    | 1931                                                                    |                                                                         | 636 246                                                                 |                                                                         |
| 1941                                                                    | 1941                                                                    |                                                                         | 917 939                                                                 |                                                                         |
| 1951                                                                    | 1951                                                                    |                                                                         | 1 744 072                                                               |                                                                         |
| 1961                                                                    | 1961                                                                    |                                                                         | 2 658 612                                                               |                                                                         |
| 1971                                                                    | 1971                                                                    |                                                                         | 4 065 698                                                               |                                                                         |
| 1981                                                                    | 1981                                                                    |                                                                         | 6 220 406                                                               |                                                                         |
| 1991                                                                    | 1991                                                                    |                                                                         | 9 420 644                                                               |                                                                         |
| 2001                                                                    | 2001                                                                    |                                                                         | 13 782 976                                                              |                                                                         |
| 2011                                                                    | 2011                                                                    |                                                                         | 16 753 235                                                              |                                                                         |
|                                                                         |                                                                         |                                                                         |                                                                         |                                                                         |